# Cock van der Palm
Cock van der Palm (Rotterdam, 1936 – 26 februari 2004) was een Nederlands zanger en tekstdichter.
Van der Palm nam in 1961 het door hemzelf geschreven Jij, jij, jij op. In 1971 stond hij tien weken in de hitlijsten met het nummer "Mira, kom weer bij me vannacht". Daarna werd hij vooral bekend door het schrijven van vele liedjes over zijn favoriete club Feyenoord. Het bekendste daarvan is "Feyenoord, Feyenoord (wat gaan we doen vandaag?)" (1992). De melodie van dit nummer baseerde hij op "Daisy Bell (Bicycle Built for Two)" dat precies een eeuw eerder was geschreven door Harry Dacre en een jaar later (in 1893) werd uitgebracht door Dan W. Quinn. Het nummer wordt bij iedere wedstrijd in Stadion Feijenoord gedraaid en meegezongen. Ten tijde van de opening van de Amsterdam ArenA en de slechte grasmat aldaar schreef Van der Palm een parodie op het nummer "Kom van dat dak af" van Peter Koelewijn, getiteld "Kom van dat gras af" (1996).
Van der Palm had een schoenwinkel aan het Zwaanshals in het Oude Noorden en een café aan de Noordsingel. In januari 2004 werd bij hem een agressieve vorm van kanker geconstateerd. Vijf weken later overleed hij op 68-jarige leeftijd thuis aan de gevolgen hiervan. Cock van der Palm is de grootvader van X Factor-finaliste Rachel Kramer.

## Bekende liedjes
- Ben je eenzaam vannacht
- Samen
- Rose-Marie
- Maria Magdalena
- Het regent en zacht ruist de wind
- Natasja
- Sayonara
- Die dans met jou
- Alleen maar in m'n dromen
- Bij de baai van Ohio
- Waar ging je heen
- Zingara
- De duivel heeft de drank gemaakt
- Mira
- De laatste tango
- Oude muzikant in Santiago
- Het was 'n tango
- Waarom
- Goodbye my love
- Sulalaika
- Please call me (als Guy Gorden)
- My heart cries for you (als Guy Gorden)
- Dat straatje
- Dat goudblonde meisje uit Wien
- Witte rozen
- Kom van dat gras af
- Feyenoord is onze kampioen
- Oh wat is het toch fijn
- We gaan voor de cup
- Zomaar een gebaar
- Schaduwen
- Oh wat ben je mooi
- Feyenoord, Feyenoord (wat gaan we doen vandaag?)